# Christine Guldbrandsen

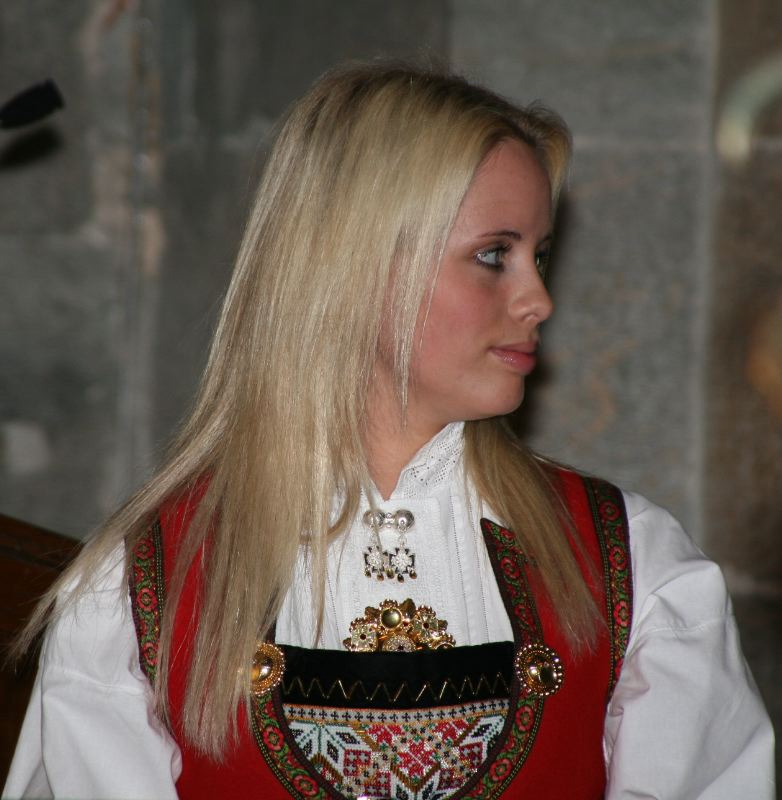
Christine Guldbrandsen

Christine Guldbrandsen (Bergen, 19 maart 1985) is een Noorse zangeres.
In Scandinavië was ze al bekend door haar albums Surfing in the Air en Moments, in de rest van Europa werd ze in 2006 bekend door de Melodi Grand Prix te winnen met het lied Alvedansen. Ook zorgde ze ervoor dat er voor de eerste keer sinds 1998 weer Noors gezongen werd op het Eurovisiesongfestival 2006, waar ze als 14e eindigde.
Door het grote succes van haar debuutalbum Surfing in the Air in 2003 werd het album ook in Finland uitgegeven, in totaal werden 30.000 albums verkocht, wat vrij goed is voor een beginnende artiest.
Haar tweede album had minder succes maar toch werd het lied Because of you een radiohit.